# Ken Shimizu
Ken Shimizu, noto anche con lo pseudonimo di Shimiken (1º settembre 1979), è un attore pornografico giapponese, il primatista mondiale con 7 500 film girati e oltre 8 000 donne con le quali ha consumato rapporti sessuali.

## Biografia
Shimizu è nato il 1º settembre 1979 e ha fatto la sua prima apparizione come modello a 18 anni nel numero di luglio 1998 della rivista giapponese per omosessuali Buddy (Badi). Shimizu pratica culturismo e nel 2005 si è piazzato sesto nella classe maschile da 60 kg. nel 13º Campionato a Tokyo.

## Carriera
La carriera porno è iniziata nel 1998 e verso la metà del 2002 è stato segnalato per essere apparso in oltre 1200 video per adulti.
Shimizu è stato protagonista nel video TABU Blonde Hair Girl's High School 2, uscito nel luglio 2005 e diretto da Temple Suwa: è la storia di due pornodive ungheresi, Maya Gold e Monica, che vanno in Giappone per conoscere la cultura e la società giapponese nonché per insegnare ai ragazzi giapponesi il  piacere dell'attività sessuale. Inoltre è apparso nel video Sky Angel 27 con Seri Iwasaki, prodotto da Sky High Entertainment nell'aprile 2006.

Sebbene Shimizu faccia film per eterosessuali, è una figura popolare nella comunità omosessuale. Shimizu sta in un video del maggio 2003 Ecstasy: Venture con le attrici Hitomi Shina e Mariko Kawana, ma in un modo insolito per il porno giapponese la copertina mostra Shimizu e non le attrici quindi sembra orientata verso un pubblico femminile e omosessuale. In un progetto ancora più orientato verso gli omosessuali nel novembre 2007 appare in un'antologia insieme all'attrice giapponese Natuya Togawa: il video mostra scene eterosessuali degli attori ma si sofferma sul corpo maschile.

## Premi
Nel concorso Adult Video Grandprix del 2008 il video di Shimizu Private 7 FUCK ha vinto il premio Best Miscellaneous Video. Il video di dicembre 2007, prodotto da IdeaPocket e che mostra Shimizu solo in slip sulla copertina, presenta rapporti sessuali con sette AV idol ossia: Chihiro Hara, Mangetsu Sakuragawa, Nene, Kaede Akina, Natsuki Sugisaki, Yua Aida e Marin. Un secondo volume della serie Shimiken's Private 7 FUCK 2, che ritrae anche il suo fisico sulla copertina del video, è stato prodotto nell'agosto 2008.